# Prix Friedrich-Gundolf
Le prix Friedrich-Gundolf est un prix littéraire décerné par l'Académie allemande pour la langue et la littérature.

## Liste des récompensés
- 1964 : Robert Minder
- 1965 : Frederick Norman
- 1966 : Victor Lange
- 1967 : Eudo C. Mason
- 1968 : Oskar Seidlin
- 1969 : Eduard Goldstücker
- 1970 : Erik Lunding
- 1971 : Zoran Konstantinovi
- 1972 : Ladislao Mittner
- 1973 : Gustav Korlén
- 1974 : Herman Meyer
- 1975 : Elizabeth M. Wilkinson
- 1976 : Marian Szyrocki
- 1977 : Franz H. Mautner
- 1978 : Claude David
- 1979 : Zdenko Skreb
- 1980 : Lev Kopelev
- 1981 : Leonard Forster
- 1982 : Tomio Tezuka
- 1983 : Jean Fourquet
- 1984 : Stuart Atkins
- 1985 : Mazzino Montinari
- 1986 : Siegbert S. Prawer
- 1987 : Viktor Žmegač
- 1988 : Feng Zhi
- 1989 : Leslie Bodi
- 1990 : Konstantin Asadowski
- 1991 : Giorgio Strehler
- 1992 : Emil Skala
- 1993 : Patrice Chéreau
- 1994 : Helen Wolff
- 1995 : Philippe Lacoue-Labarthe
- 1996 : Volkmar Sander
- 1997 : Imre Kertész
- 1998 : Shulamit Volkov
- 1999 : Thomas von Vegesack
- 2000 : Ryszard Krynicki
- 2001 : Fuad Rifka
- 2002 : Massimo Cacciari
- 2003 : Per Øhrgaard
- 2004 : Isidor Levin
- 2005 : László F. Földényi
- 2006 : Kim Kwang-kyu
- 2007 : Nora Iuga
- 2008 : Jurko Prochasko
- 2009 : Nicholas Boyle
- 2010 : Şara Sayın
- 2011 : Feliu Formosa
- 2012 : Bernard Lortholary
- 2013 : Mati Sirkel
- 2014 : Drinka Gojković
- 2015 : Neil MacGregor
- 2016 : Hubert Orłowski[1]
- 2017 : László Márton[2]
- 2018 : Miguel Sáenz
- 2019 : Paul Michael Lützeler